# Fonds européen pour le développement durable
Le Fonds européen pour le développement durable de l'Union européenne (FEDD) - en anglais : European Fund for Sustainable Development (EFSD) - est un fonds créé en 2017.

## Référence
- Règlement (UE) 2017/1601 du Parlement européen et du Conseil du 26 septembre 2017 instituant le Fonds européen pour le développement durable (FEDD), la garantie FEDD et le fonds de garantie FEDD

http://eur-lex.europa.eu/legal-content/FR/TXT/?uri=uriserv:OJ.L_.2017.249.01.0001.01.FRA&toc=OJ:L:2017:249:TOC